# 97
Glej tudi: število 97
97 (XCVII) je bilo navadno leto, ki se je po julijanskem koledarju začelo na nedeljo.

## Dogodki
- 1. januar